# Gymnanacamptis
Gymnanacamptis là một chi thực vật có hoa trong họ Lan.